# Maja Aleksić
Maja Aleksić (in serbo Маја Алексић?; Užice, 6 giugno 1997) è una pallavolista serba, centrale dell'AGIL.

## Carriera

### Club
La carriera di Maja Aleksić inizia nelle formazioni giovanili della formazione della sua città natale, lo Jedinstvo Užice, esordendo in prima squadra nel corso della Superliga 2011-12.
Per la stagione 2013-14 passa al Partizan, con cui si aggiudica la Supercoppa serba e il campionato; nell'annata seguente, con la fine della collaborazione fra il sodalizio di Belgrado e il Vizura, si trasferisce in quest'ultimo, dove resta per quattro stagioni conquistando altrettanti campionati nazionali, due Coppe di Serbia e tre Supercoppe serbe.
Per l'annata 2018-19 lascia per la prima volta la natia Serbia, accettando la proposta dell'Alba-Blaj, in Divizia A1: nel corso di un quadriennio con la formazione rumena si aggiudica tre scudetti, altrettante coppe nazionali e una Supercoppa rumena. Si trasferisce quindi in Francia, militando nella stagione 2021-22 nel Volero Le Cannet, in Ligue A, mentre nella stagione seguente si trasferisce quindi nella Serie A1 italiana, vestendo la maglia della Megavolley.
Dopo un biennio nella formazione marchigiana, per il campionato 2024-25 approda all'AGIL, sempre nella massima divisione italiana, con cui vince la Coppa CEV.

### Nazionale
Dal 2013 partecipa con le nazionali serbe giovanili ai campionati europei di categoria, aggiudicandosi il premio individuale di miglior servizio agli Europei Under-18 2013 e l'oro continentale agli Europei Under-19 2014. Nel 2015 viene premiata invece come miglior centrale del Campionato mondiale Under-20.
Ottiene le prime convocazioni in nazionale maggiore nel 2016, aggiudicandosi l'oro nel Campionato mondiale 2018, dopo aver superato in finale l'Italia per 3-2, e laureandosi campionessa nel Campionato europeo 2019, avendo la meglio per 3-2 sulla Turchia ad Ankara.
Nel 2021 conquista la medaglia di bronzo ai Giochi della XXXII Olimpiade di Tokyo, mentre l'anno seguente giunge terza alla Volleyball Nations League e vince l'oro al campionato mondiale. Nel 2023 si aggiudica l'argento al campionato europeo.

## Palmarès

### Club
- Campionato serbo: 5

2013-14, 2014-15, 2015-16, 2016-17, 2017-18
- Campionato rumeno: 3

2018-19, 2019-20, 2021-22
- Campionato francese: 1

2021-22
- Coppa di Serbia: 2

2014-15, 2015-16
- Coppa di Romania: 3

2018-19, 2020-21, 2021-22
- Coppa di Francia: 1

2021-22
- Supercoppa serba: 4

2013, 2014, 2015, 2017
- Supercoppa rumena: 1

2021
- Coppa CEV: 1

2024-25

### Nazionale (competizioni minori)
- Campionato europeo Under-19 2014

### Premi individuali
- 2013 - Campionato europeo Under-18: Miglior servizio
- 2015 - Campionato mondiale Under-20: Miglior centrale